# 西区 (嘉義市)

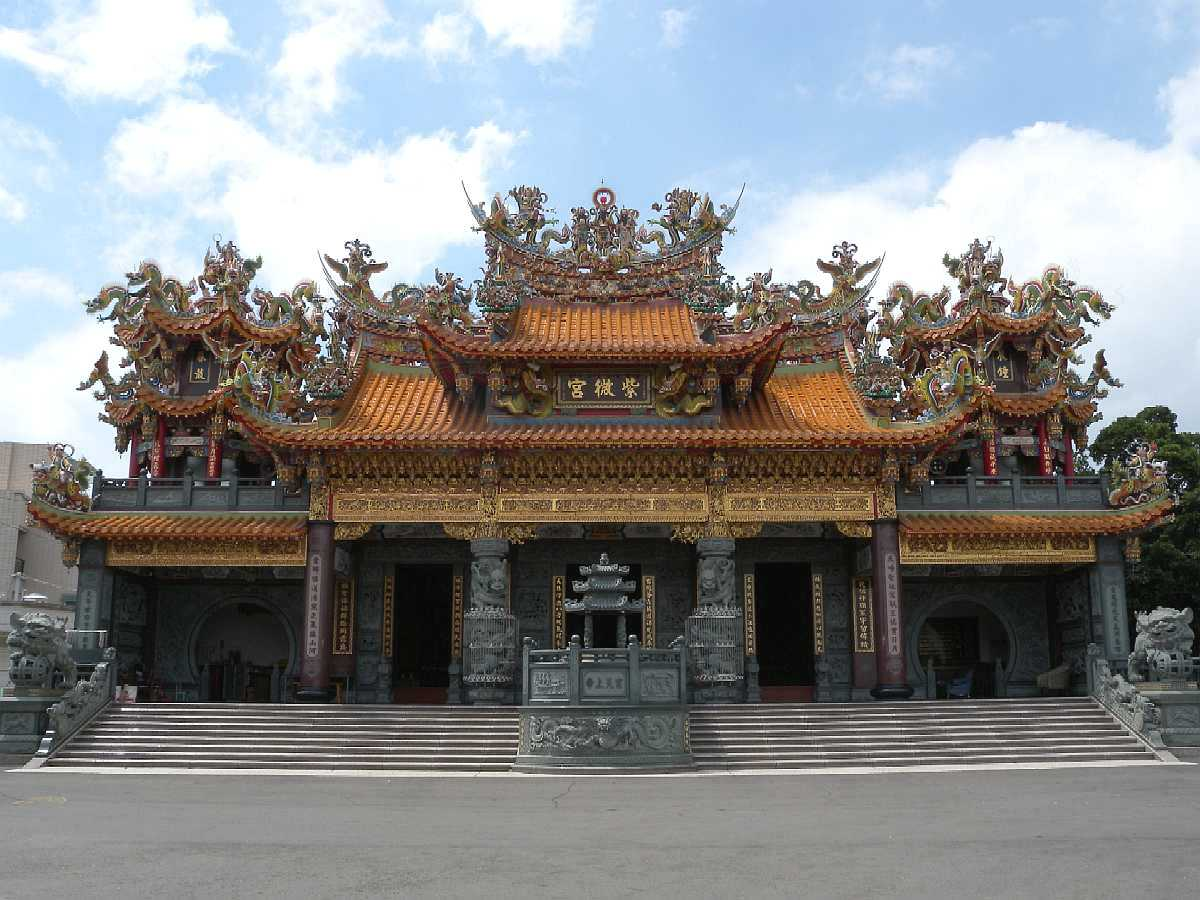
大溪厝紫微宮

西区（シー/にし-く）は台湾嘉義市に位置する市轄区。

## 交通アクセス
- 嘉義駅
- 嘉北駅
- 北門駅
- 嘉義BRT
- 嘉義市バス
- 嘉義空港

## 地理
- 台湾南部地方に位置する嘉義市にある市轄区。

## 歴史
日本統治時代の玉川町、栄町、西門町、新富町、黒金町、末広町、白川町、埤子頭、北社尾、竹囲子、車店、竹子脚、大渓厝、柴頭港、港子坪、劉厝を統合して形成された。

## 行政区域
嘉義市の行政区域は昔の嘉義郊外の大字と嘉義大字の中にある小字で変えてなります。
| 連合里 | 里 |
| ------ | --- |
| 北鎮   | 保安里、新厝里、北湖里、下埤里、竹村里、保生里、保福里、北新里                                                 |
| 竹園   | 福全里、福安里、劉厝里、港坪里、頭港里、西平里、大渓里、磚磘里、新西里                                         |
| 八掌   | 導明里、培元里、垂楊里、車店里、福民里、湖内里、美源里、光路里、育英里、致遠里、翠岱里、自強里、紅瓦里、獅子里 |
| 長栄   | 書院里、新富里、永和里、文化里、西栄里、国華里、番社里                                                         |
| 北興   | 慶安里、北栄里、重興里、後駅里、香湖里、湖辺里、竹囲里                                                         |

## 教育

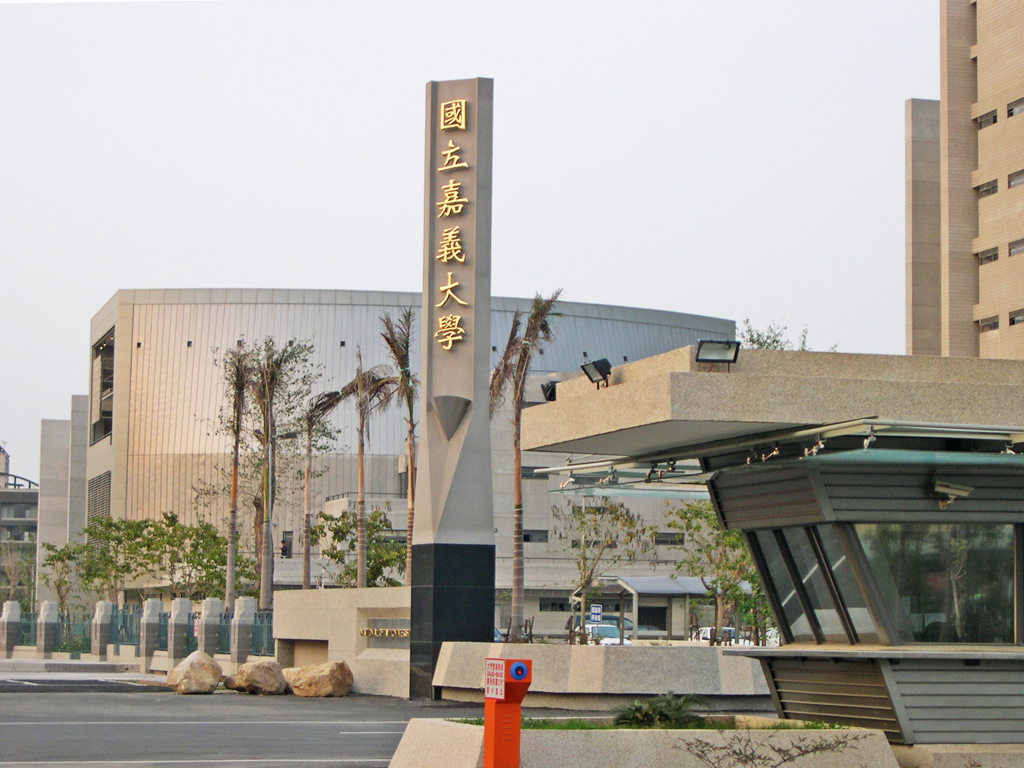
国立嘉義大学新民キャンパスの正門

### 小学校
- 嘉義市立博愛国民小学
- 嘉義市立垂楊国民小学
- 嘉義市立大同国民小学
- 嘉義市立志航国民小学
- 嘉義市立僑平国民小学
- 嘉義市立北園国民小学
- 嘉義市立育人国民小学
- 嘉義市立世賢国民小学
- 嘉義市立興嘉国民小学
- 嘉義市立港坪国民小学

### 中学校
- 嘉義市立北園国民中学
- 嘉義市立民生国民中学
- 嘉義市立玉山国民中学

### 高等学校
- 国立嘉義女子高級中学

### 特別支援学校
- 国立嘉義特殊教育学校

### 大学
- 国立嘉義大学新民キャンパス

## 観光
- 文化路夜市
- 嘉義鉄道芸術村（中国語版）
- 港坪運動公園
- 嘉義駅
- 中央七彩噴水池（中国語版）